# 邓群策
邓群策（1964年5月—），湖南祁阳人，中华人民共和国政治人物。

## 生平
1964年5月，邓群策出生在湖南省祁阳县。1981年，邓群策考入衡阳师范专科学校（今衡阳师范学院）汉语言文学专业。
1984年毕业后分配至湖南省建材干部学校成为一名教师、人事科干部，1988年9月升任副科长，期间在1986年11月加入中国共产党。1989年2月，邓群策出任湖南省建材局办公室秘书。1991年3月，邓群策调入中共湖南省委组织部组织指导处，2000年6月晋升副处长，2001年1月晋升处长。2007年8月，邓群策兼任中共湖南省委基层党建办主任。2011年4月转任中共湖南省委组织部部务委员。
2013年5月，邓群策转任中共衡阳市委副书记，同年12月兼任组织部部长，次年10月兼任市委党校（衡阳行政学院、市社会主义学院）校长（院长）。2017年11月起兼任统战部部长。2018年2月，邓群策出任中共衡阳市委副书记、衡阳市人民政府代理市长、党组书记，4月正式出任市长。2020年2月，邓群策升任中共衡阳市委书记、市人大常委会党组书记，5月兼任市人大常委会主任。
2021年7月30日，邓群策调回长沙市，出任湖南省人民政府秘书长、党组成员，办公厅党组书记。2023年1月，当选为湖南省政协秘书长。